# Matthias Krepenhofer
Matthias Krepenhofer, též Mathias Krepenhofer nebo Matthias Kreppenhofer (29. září 1868 Štýrský Hradec nebo Derflice nebo Matejovce - 6. června 1943), byl československý novinář, politik německé a senátor Národního shromáždění ČSR za Maďarsko-německou sociálně demokratickou stranu, později za Německou sociálně demokratickou stranu dělnickou v ČSR.

## Biografie
Působil jako dělník v kovoprůmyslu, od 9. dubna 1906 jako klempíř ve firmě Scholtz v Matejovcích u Popradu. Profesí byl k roku dělníkem v Matejovcích.
V parlamentních volbách v roce 1920 získal senátorské křeslo v Národním shromáždění. Post zastával do roku 1925. V jmenném rejstříku senátu je uvedeno, že byl členem senátorského klubu Československé sociálně demokratické strany dělnické, později (od roku 1924) Německé sociálně demokratické strany dělnické v ČSR. Zvolen byl ovšem původně za Maďarsko-německou sociálně demokratickou stranu a byl jedním ze dvou jejích senátorů (a jediným reprezentujícím národnostní skupinu Karpatských Němců). Byl účastníkem sjezdu v Lubochni. Pracoval v redakci listu Volksrecht v Bratislavě, který byl tiskovým orgánem německé sociální demokracie na Slovensku.